# Dawka naturalna
Dawka naturalna – dawka promieniowania jonizującego otrzymywana przez każdy żywy organizm z uwagi na promieniotwórczość naturalną, czyli pochodzącą z naturalnych źródeł promieniowania, takich jak promieniowanie kosmiczne, promieniotwórczość naturalna skorupy ziemskiej, naturalne izotopy promieniotwórcze w wytworach człowieka (np. farby świecące) lub nawozy fosforowe.
Przeciętny Polak otrzymuje roczną dawkę w wysokości ok. 3 mSv, z czego ok. 3/4 przypada na źródła naturalne, a reszta to głównie diagnostyka medyczna. Około połowy dawki naturalnej stanowi promieniowanie radonu. Najbogatsze w radon tereny Polski to Sudety (sztolnia w Kowarach), a także Górnośląskie Zagłębie Węglowe. Dawkę naturalną przyjmowaną przez człowieka w ciągu całego życia ocenia się na 150–300 mSv.